# Museo de Arte de El Paso
El Museo de Arte de El Paso (en inglés El Paso Museum of Art) – es un museo ubicado en la ciudad de El Paso en el estado de Texas en los Estados Unidos de América.
Desde 1998 el museo posee una nueva sede en el centro de El Paso. 

## Colecciones

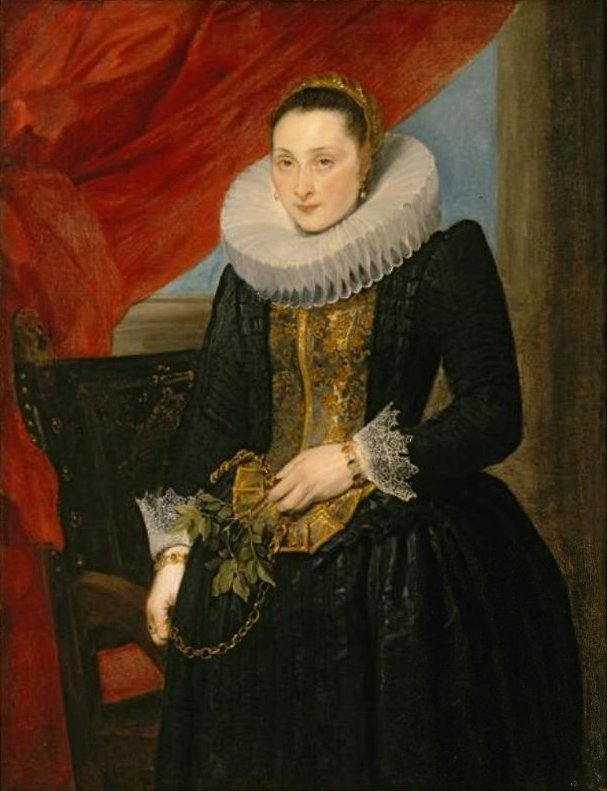
Retrato de una dama de Anthony van Dyck (Colección del museo de El Paso)

### Colección de Arte Europeo
El museo posee una colección de arte europeo de los siglos XII al XVIII. Esta colección, llamada Kress Collection, está conformada por 57 piezas de artistas europeos, tales como: Bernardo Bellotto, Benedetto Bonfigli, Canaletto, Giovanni Benedetto Castiglione, Vincenzo Catena, Giuseppe Maria Crespi, Carlo Crivelli, Vittore Crivelli, Macrino d’Alba, Jacopo da Sellaio, Nicolò da Voltri, Juan de Borgoña, Martino di Bartolomeo, Giovanni di Paolo, Giovanni Andrea de Ferrari, Sano di Pietro, Battista Dossi, Lavinia Fontana, Artemisia Gentileschi, Juan de Valdés Leal, Benvenuto Tisi (llamado Garofalo), Filippino Lippi, Lorenzo Lotto, Alessandro Magnasco, Bartolomé Esteban Murillo, Giacomo Pacchiarotti, Andrea Previtali, Pietro Rotari, Bernardo Strozzi, Antoon van Dyck y Francisco de Zurbarán.

### Colección de Arte Americano
Esta colección comprende la obra de artistas americanos, tales como: Manuel Gregorio Acosta, Frank Duveneck, Childe Hassam, George Inness, Manuel Neri, Rembrandt Peale, Frederic Sackrider Remington y Gilbert Charles Stuart.

### Otras colecciones
El museo posee además una colección de arte mexicano, una de arte contemporáneo y otra de trabajos sobre papel. La colección incluye más de 2500 dibujos.

## Actividades
Aparte de presentar una exposición permanente, así como exposiciones temporales, el museo brinda cursos de museística, conferencias, proyección de películas y todo tipo de actividad educativa.